# Відкрита економіка
Відкри́та еконо́міка — економіка країни, що пов'язана з іншими країнами інтенсивним рухом товарів і капіталів, тобто економіка, яка експортує та імпортує товари та послуги. Для закритої економіки характерна відсутність зовнішньоекономічних зв'язків. Відкрита економіка у своєму розвитку спирається не тільки на національні можливості, а й активно використовує переваги міжнародного поділу праці та переваги інших факторів виробництва.